# Callista Roy
La Hermana Callista Roy (n. el 14 de octubre de 1939 en Los Ángeles, California) es una religiosa, teórica, profesora y autora de enfermería. Es conocida por haber creado el modelo de adaptación de Roy. En 2007 fue designada «Leyenda Viviente» por la Academia Americana de Enfermería.

## Educación
Roy obtuvo un pregrado en enfermería por el Mount St. Mary's College en 1963, seguido por un máster en enfermería por la Universidad de California en Los Ángeles (UCLA) en 1966. Después obtuvo másteres y doctorados en sociología por la UCLA. Fue becaria de postdoctorado en enfermería de neurociencia en la Universidad de California en San Francisco. También se le han concedido cuatro doctorados honoris causa.

## Carrera
Callista Roy es profesora y teórica de enfermería en la Escuela de Enfermería de William F. Connell, en el Boston College. En 1991, fundó la Boston Based Adaptation Research in Nursing Society (BBARNS), que más tarde renombró como Roy Adaptation Association (Asociación de Adaptación de Roy). Ha dado numerosas conferencias en más de treinta países, incluyendo Estados Unidos. Actualmente, estudia los efectos de las intervenciones en la recuperación cognitiva tras una lesión leve en la cabeza.
Pertenece a la congregación Hermanas de San José de Carondelet.

## Modelo de adaptación de Roy
Durante sus estudios de posgrado, la profesora Dorothy Johnson le impuso la obligación de escribir un modelo conceptual de enfermería. El modelo de adaptación de Roy fue publicado por primera vez en Nursing Outlook, en 1970. En este modelo, los seres humanos (como individuos o en grupos) son sistemas holísticos y adaptables. El entorno consiste en estímulos internos y externos que rodean al individuo o grupo. La salud es contemplada como un estado sano e intacto que conduce a la integridad. La meta de la enfermería es promocionar modos de adaptación que apoyen la salud global.
Cuatro modos de adaptación apoyan la integridad: fisiológico-físico, identidad grupal de autoconcepto, función de rol e interdependencia. Aplicando el modelo de Roy, los siguientes pasos pueden ayudar a integrarlo con el proceso de enfermería tradicional: valoración del comportamiento del cliente, valoración de los estímulos, diagnóstico de enfermería, fijación de metas, intervenciones, y evaluación.

## Honores y premios
- 2006: Premio de Enseñanza Distinguida, Boston College.[5]
- 2007: «Leyenda Viviente», Academia Americana de Enfermería.[1]
- 2010: Admitida en el Salón de la Fama de la Enfermera Investigadora de Sigma Theta Tau.[2]
- 2011: Premio Mentor, Sociedad Sigma Theta Tau.[2]

## Obras publicadas
- Roy, C. (2009). «Assessment and the Roy Adaptation Model», The Japanese Nursing Journal, 29(11), 5-7. (Inglés)
- Roy, C. (2008). «Adversity and theory: The broad picture», Nursing Science Quarterly, 21(2), 138-139. (Inglés)
- Whittemore, R. & Roy, C. (2002). «Adapting to Diabetes Mellitus: A Theory Synthesis», Nursing Science Quarterly, 15(4), 311-317. (Inglés)